# Сёренсен, Сёрен Петер Лауриц
Сёрен Петер Лауриц Сёренсен (дат. Søren Peter Lauritz Sørensen; 9 января 1868, Хауребьерг, Дания — 12 февраля 1939, Копенгаген) — датский биохимик, основатель современной pH-метрии.
Член Датской королевской академии наук, иностранный член Национальной академии наук США (1938).

## Биография

### Семья, общие биографические данные
Сёрен Петер Лауриц Сёренсен, родился в местечке Хауребьерг около города Слагельсе, находящемся на самом крупном датском острове Зеландия. В Хауребьерге родились также и его отец Ханс Сёренсен (Hans Sørensen; 1834—1920), хозяин фермы в Хауребьерге, и его дед Сёрен Ларсен (Søren Larsen; 1784—1857). Сёрен Петер Лауриц был старшим сыном Ханса Сёренсена и его жены Кирстин Катрин Сёренсен (Kirstine Katrine Sørensen; 1842—1930). Кроме него, в семье было ещё три сына и три дочери.
В 1892 году Сёренсен женился на Анне Луизе Виллумсен (1870 г.р.), от которой у него было четверо детей: Инге, Вигго, Артур и Аннелиза. Вторым браком он сочетался в 1918 году с Маргрете Хёйруп (1884 г.р.), своей ассистенткой по работе в лаборатории Carlsberg.
Скончался С. П. Л. Сёренсен в 1939 году в Шарлоттенлунне (предместье Копенгагена) и был похоронен на Кладбище Вестре в Копенгагене.

### Учёба и начало научной деятельности
По окончании школы высшей ступени Sorø Academy (город Сорё, Зеландия), где он учился с 1882 по 1886 годы, Сёренсен поступил в Копенгагенский университет. Начав свои занятия с медицины, он довольно быстро переключился на химию. В 1891 году, окончив Университет Копенгагена, Сёренсен поступил в Датский технический университет (Копенгаген), где, под руководством С. П. Йоргенсена, стал заниматься исследованиями в области неорганического синтеза. В 1899 году за эти работы ему была присвоена степень доктора философии.

### Работа в химико-физиологической лаборатории Carlsberg
С 1901 по 1938 годы Сёренсен — руководитель престижной химико-физиологической лаборатории Карлсберга в Копенгагене. Лаборатория была создана при пивоваренном заводе Carlsberg и занималась совершенствованием технологии производства пива. Работая в лаборатории, Сёренсен выполнил ряд пионерских исследований по синтезу аминокислот, а также по изучению свойств белков и энзимов.
Именем Сёренсена назван предложенный им в 1907 году способ титрования аминокислот с формальдегидом в присутствии гидроксида калия Sørensen formol titration:
RCH(NH2)COOH + HCHO + KOH → RCH(NHCH2OH)COOK + H2O .
Годы работы в лаборатории Карлсберга были для Сёренсена очень плодотворными, им получено много важных научных результатов, за которые Европейская ассоциация химических и молекулярных наук (EuCheMS) внесла Сёренсена в список «100 выдающихся химиков XX века», однако в истории науки и техники Сёренсен остался прежде всего, как учёный, включивший в научный оборот понятия «pH» и «pH-метрии».

## pH и pH-метрия
Исследуя реакции ферментации, Сёренсен разработал стандартные методы определения концентрации ионов водорода электрометрическим и колориметрическим способами. Им были предложены стандартные буферные растворы для калибровки pH-метров и химические индикаторы pH, исследовано влияние pH среды на активность ферментов. Сёренсен одним из первых применил для измерения кислотности электрохимические электроды. Он использовал два электрода: один — платиновый, помещённый в водородную струю, другой — каломельный. Этот метод давал точные результаты, но сложность аппаратуры мешала внедрению его в практику.
Свои исследования Сёренсен опубликовал в 1909 году в двух статьях одновременно в Германии и во Франции. В них он впервые использовал водородный показатель раствора рН, где p — начальная буква слов Potenz (немец.) и puissance (фр.), которые переводят на английский как power или potency, а на русский — показатель. Соответственно используются словосочетания puissance d’Hydrogen, power of Hydrogen, potency of Hydrogen, pondus hydrogenii и др. В дальнейшем, по-видимому, для упрощения типографского набора, символ рН был заменён на pH.
Введенная С. П. Л. Сёренсеном шкала pH и созданные на её основе pH-метры применяются сегодня для измерения кислотности в самых разнообразных областях: в атомной энергетике, агрономии, мясо-молочной, хлебопекарной промышленности, в научных исследованиях. Для диагностики заболеваний желудочно-кишечного тракта выполняется измерение кислотности непосредственно в пищеводе, желудке и (или) двенадцатиперстной кишке. Для этого в орган вводится специальный pH-зонд, сама процедура называется внутрижелудочной pH-метрией, а приборы для таких исследований — ацидогастрометрами.